# 罗得岛骑士团大团长宫

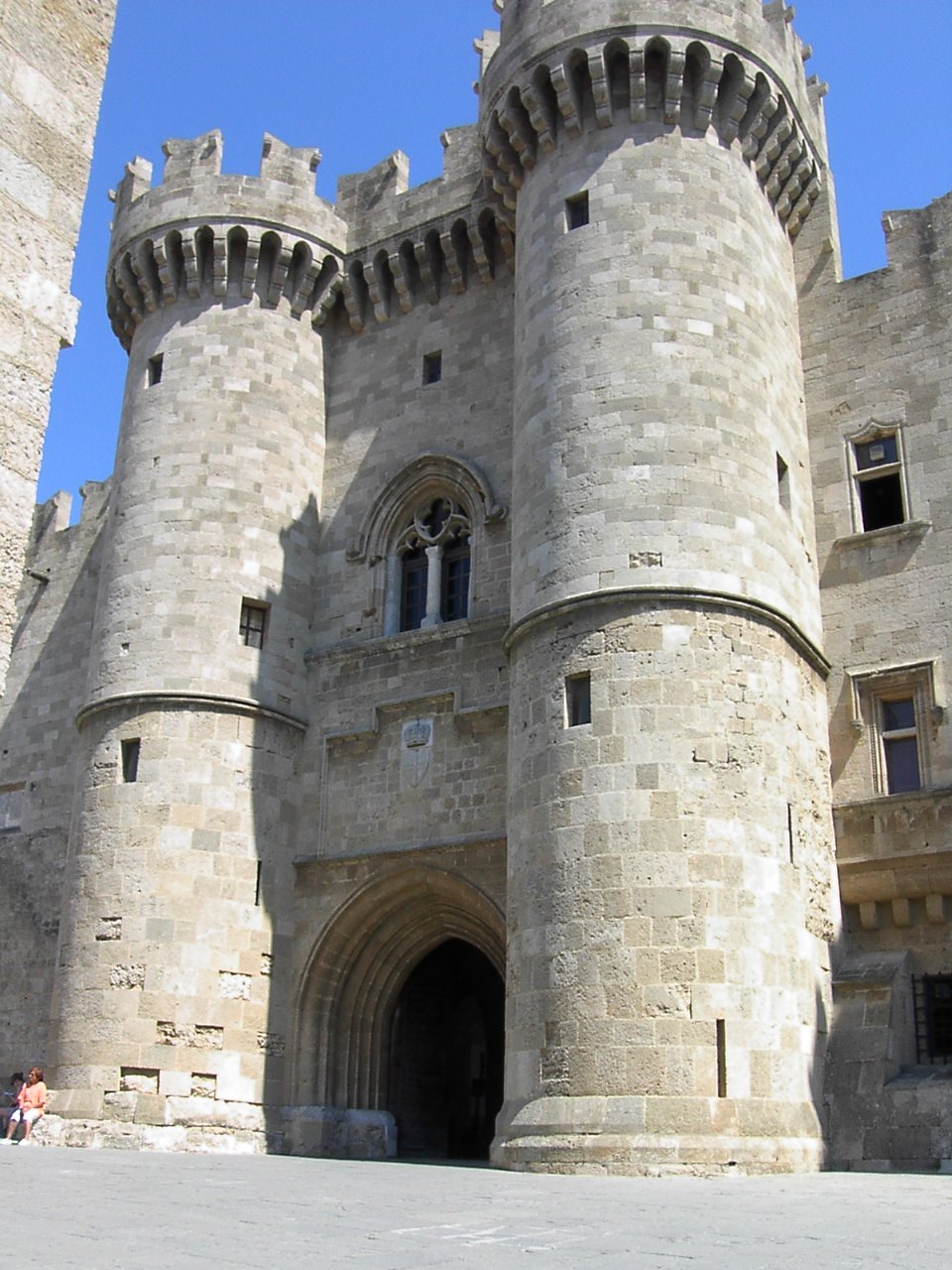
入口

大团长宫（希臘語：Παλάτι του Μεγάλου Μαγίστρου）是希腊罗得岛罗得城的一座宫殿，由医院骑士团（1309年至1522年占据罗得岛）始建于14世纪。奥斯曼帝国占领该岛后，宫殿被改为堡垒。1856年，原来的宫殿大部分毁于弹药爆炸。1912年，意大利王国占领了罗得岛，将其改建为宏伟的中世纪风格，先后为维托里奥·埃马努埃莱三世以及墨索里尼的行宫。

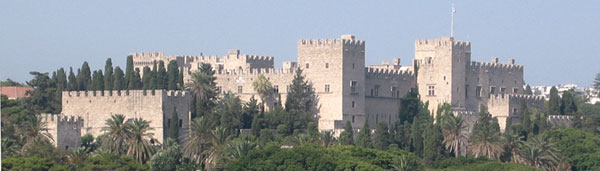

1947年2月10日，新成立的意大利共和国签订条约，同意将十二群島的主權交给希腊王国，次年完成了交接手续。希腊人将其改为一座博物馆。

## 圖集

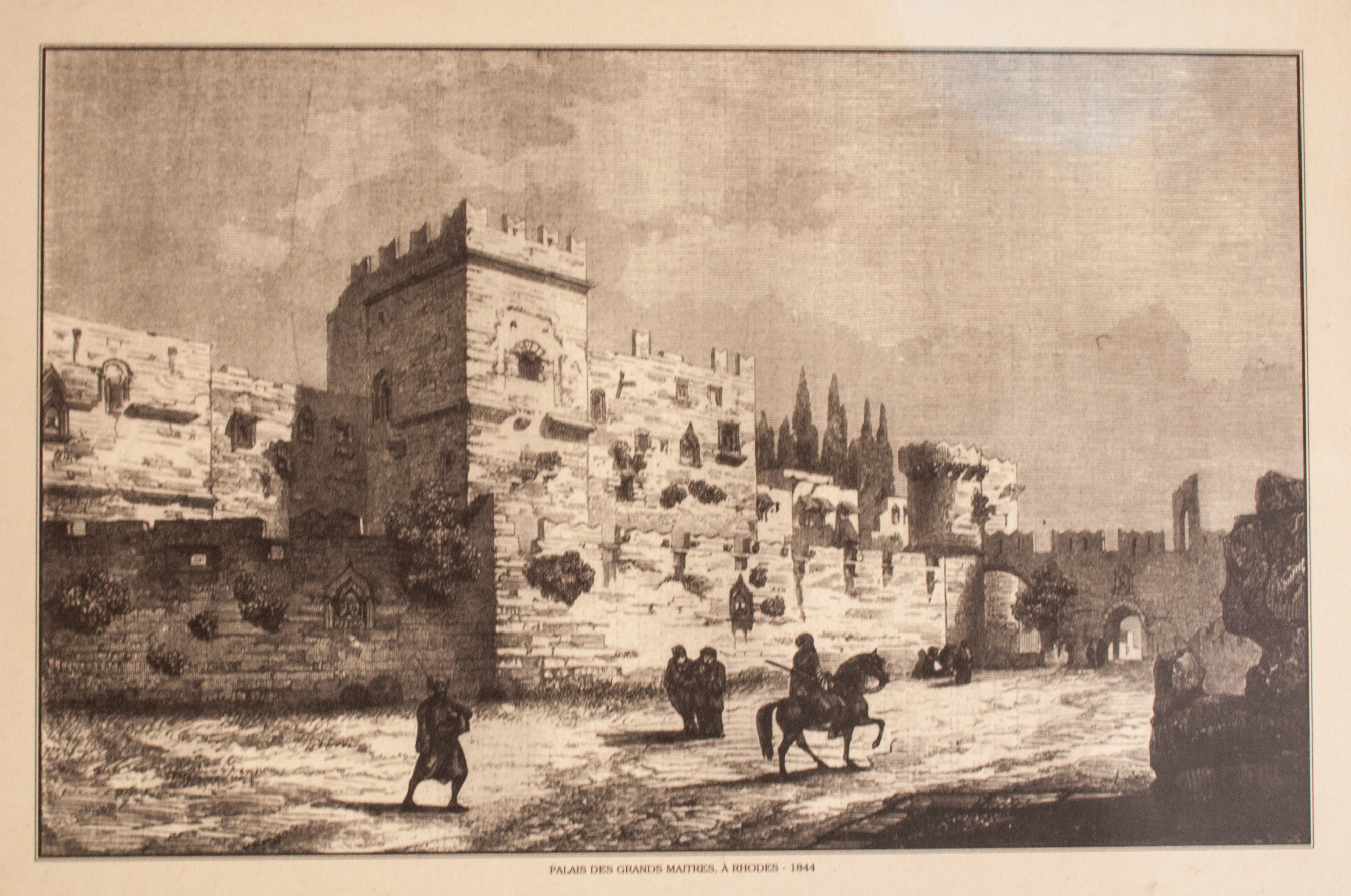
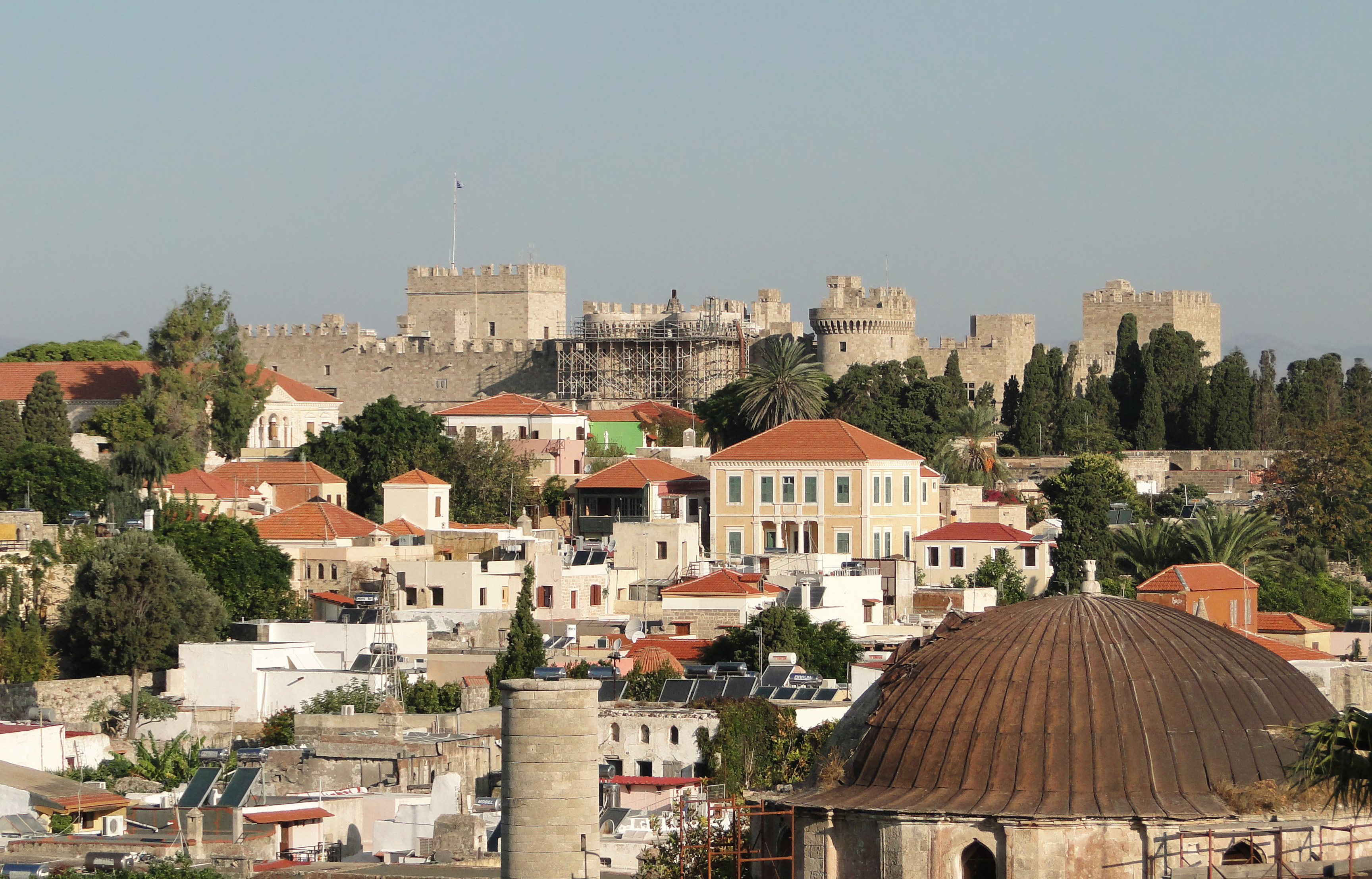
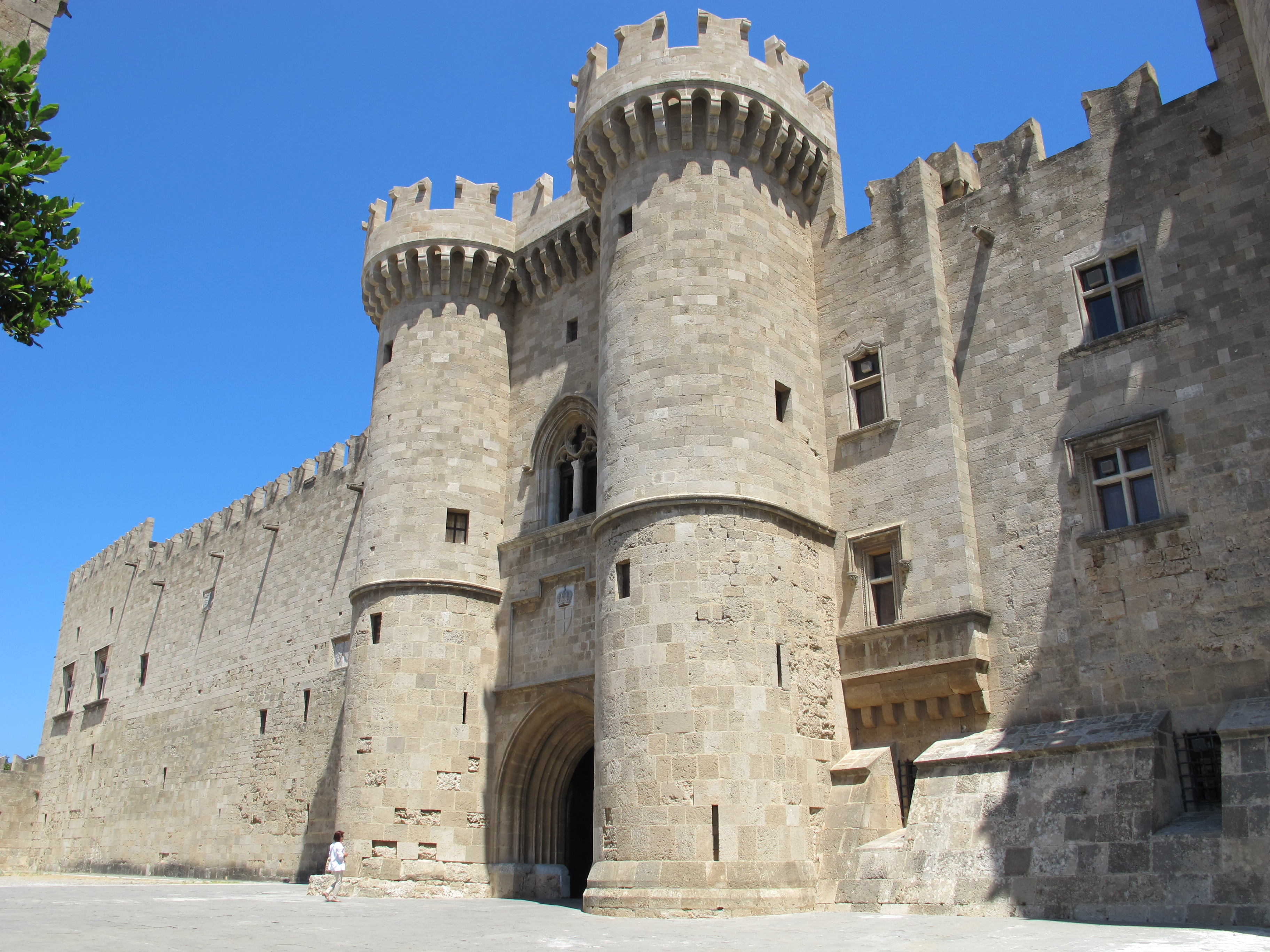
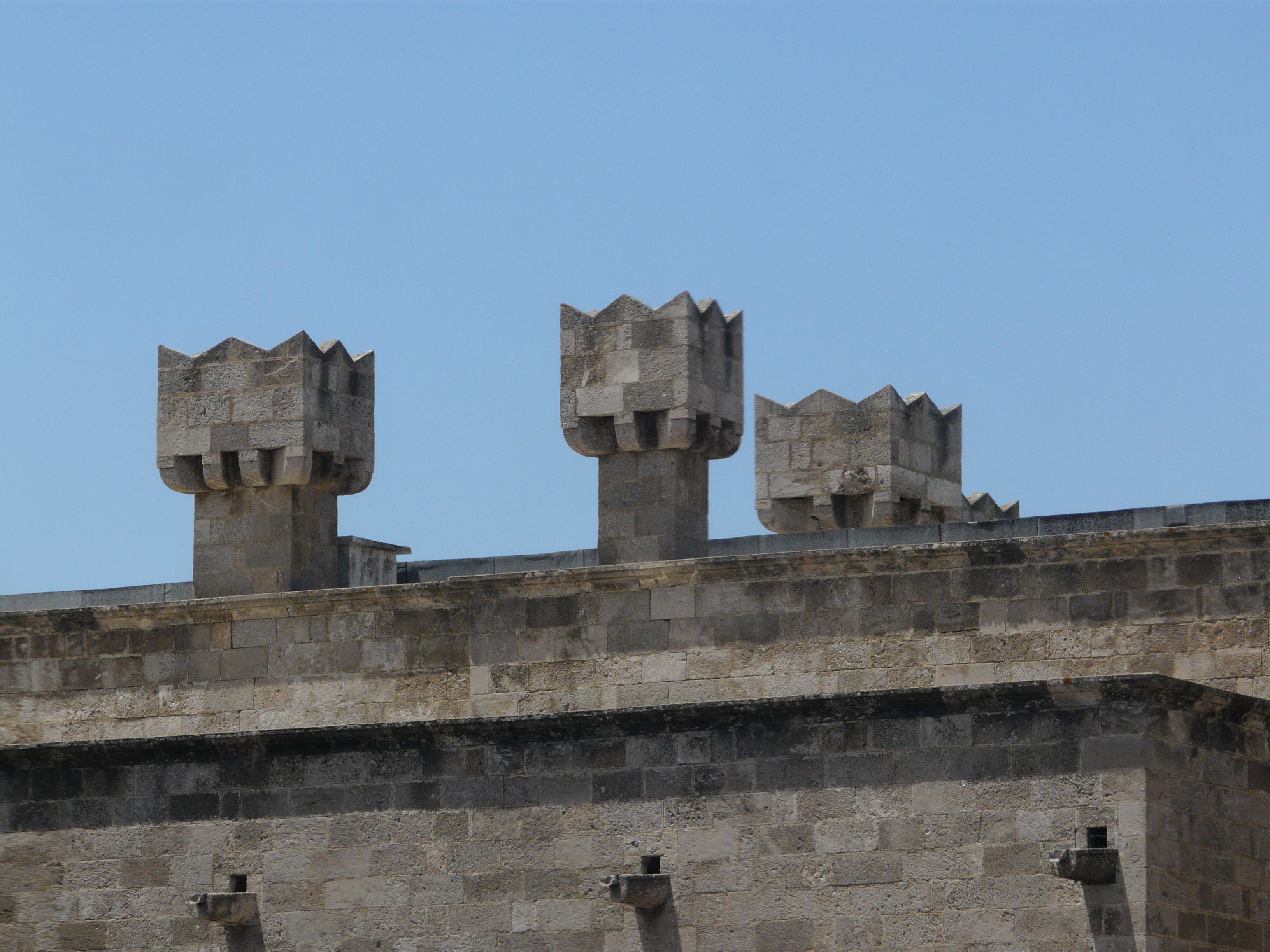
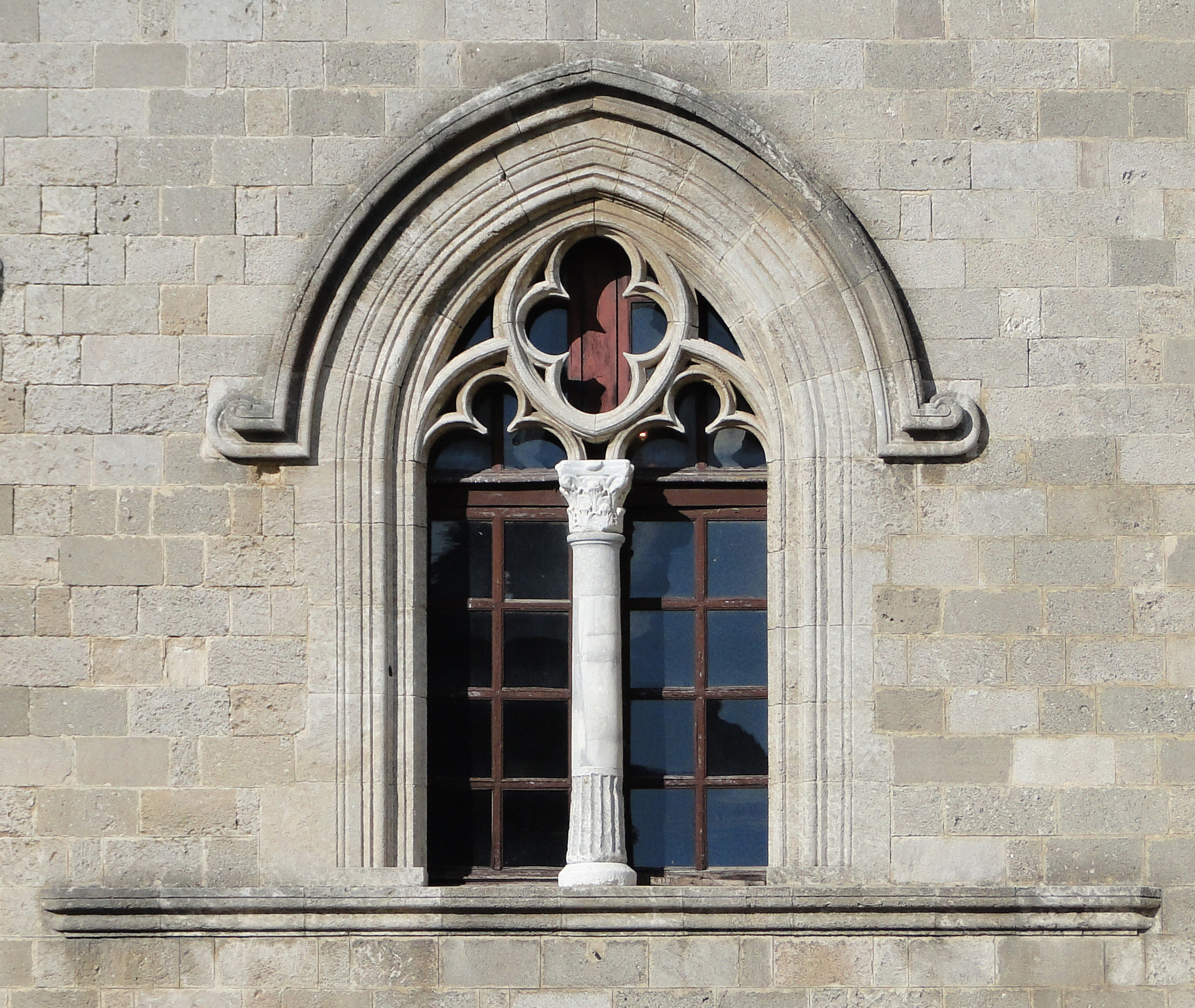
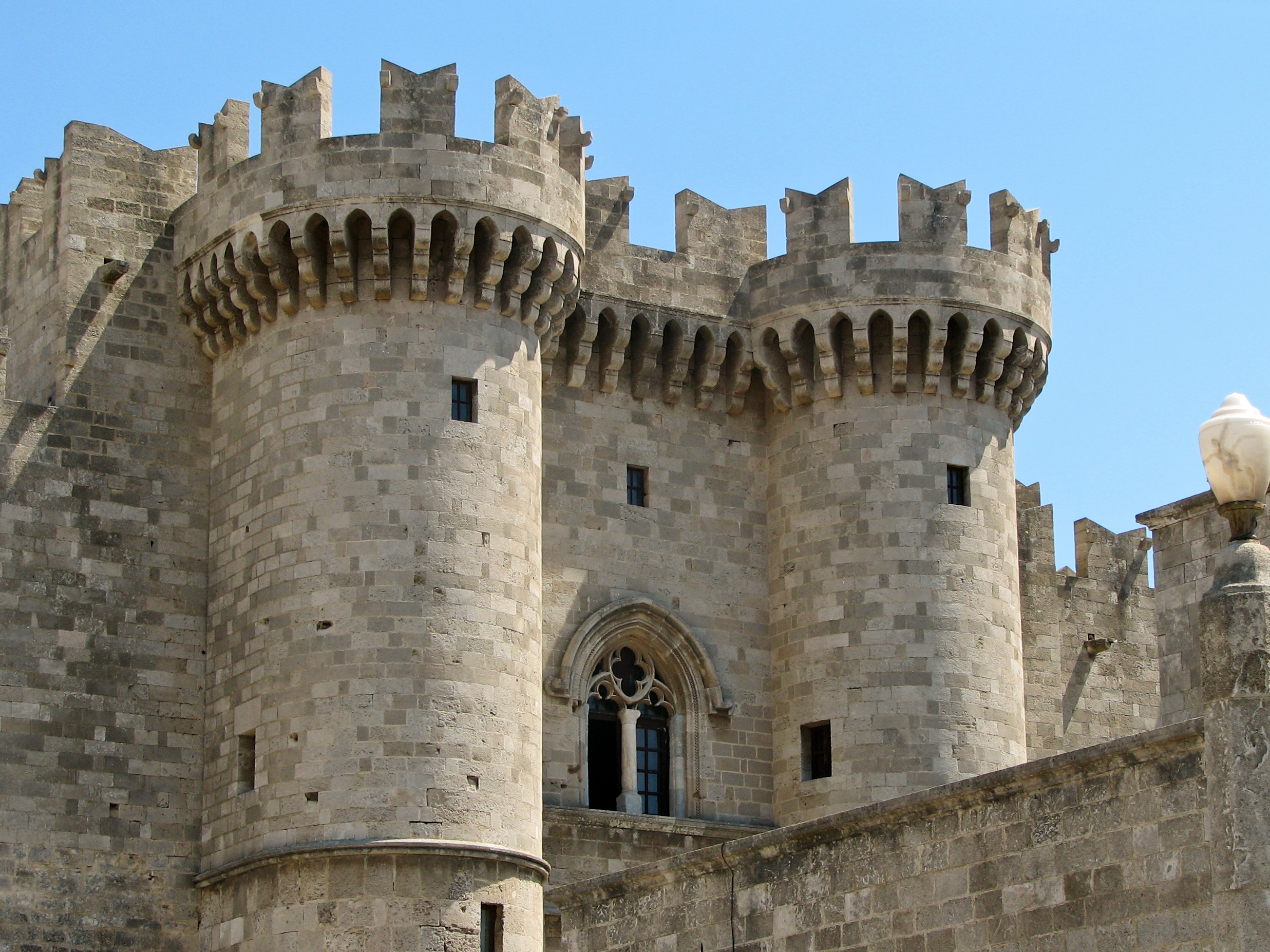
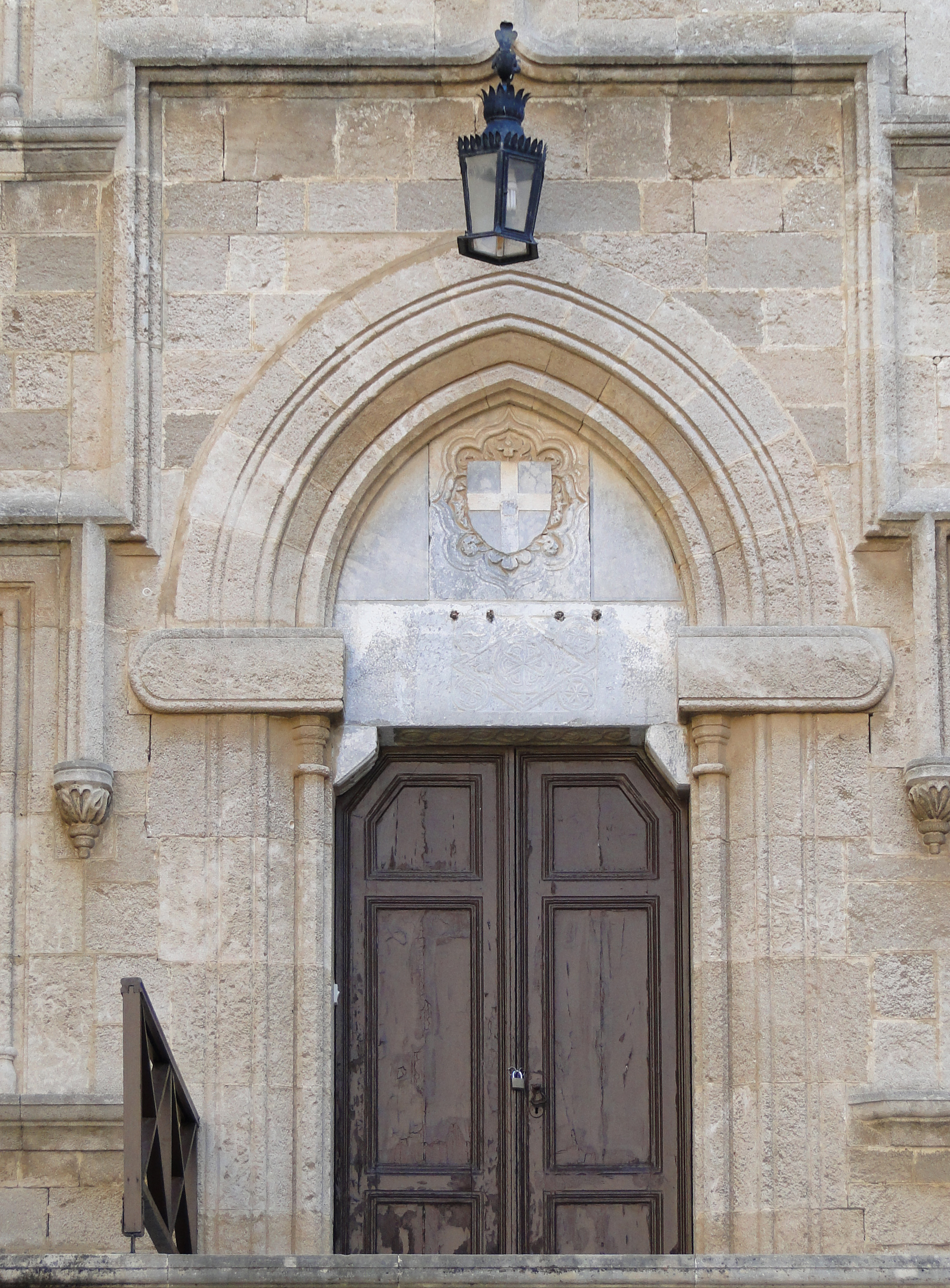
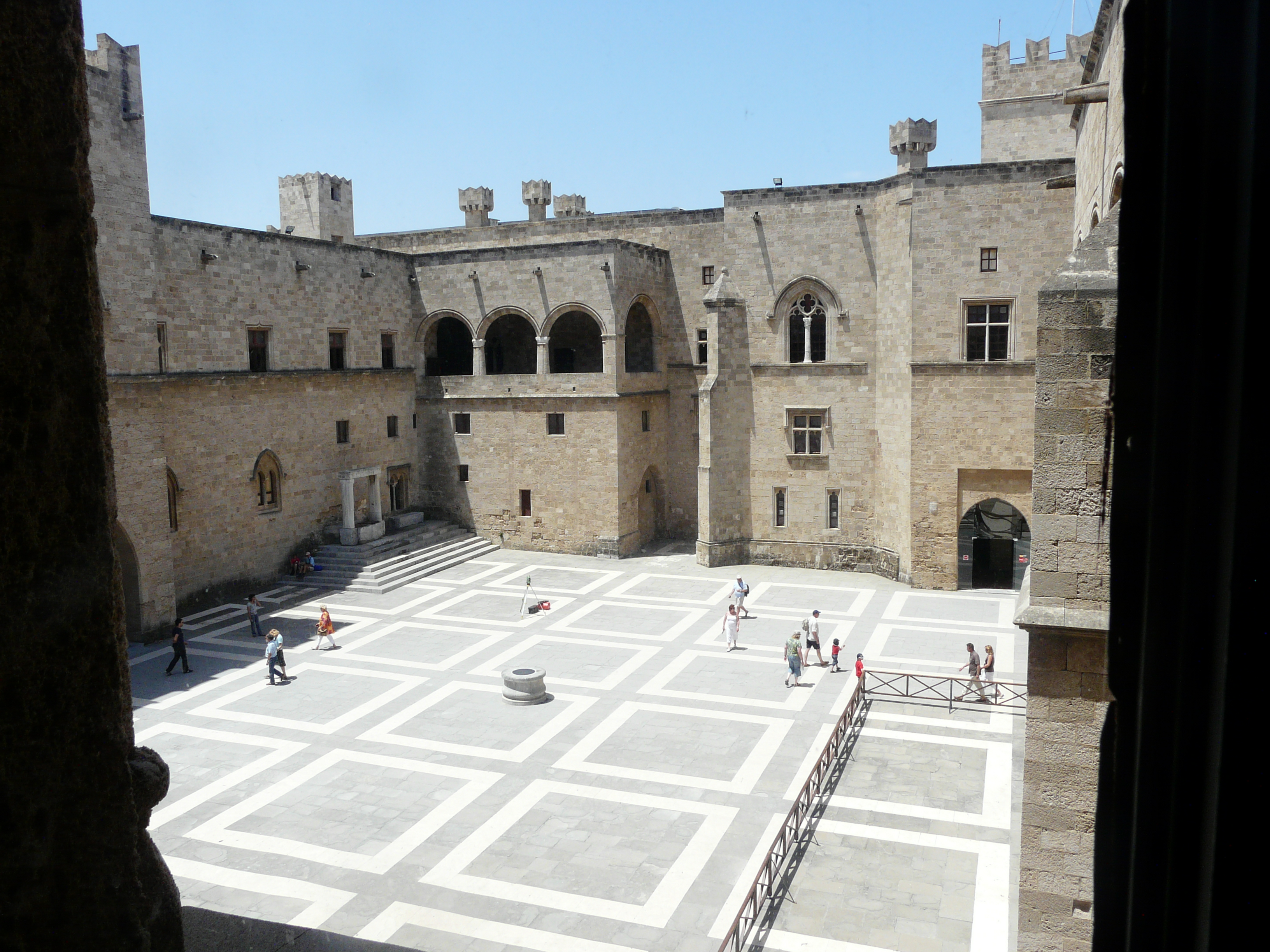
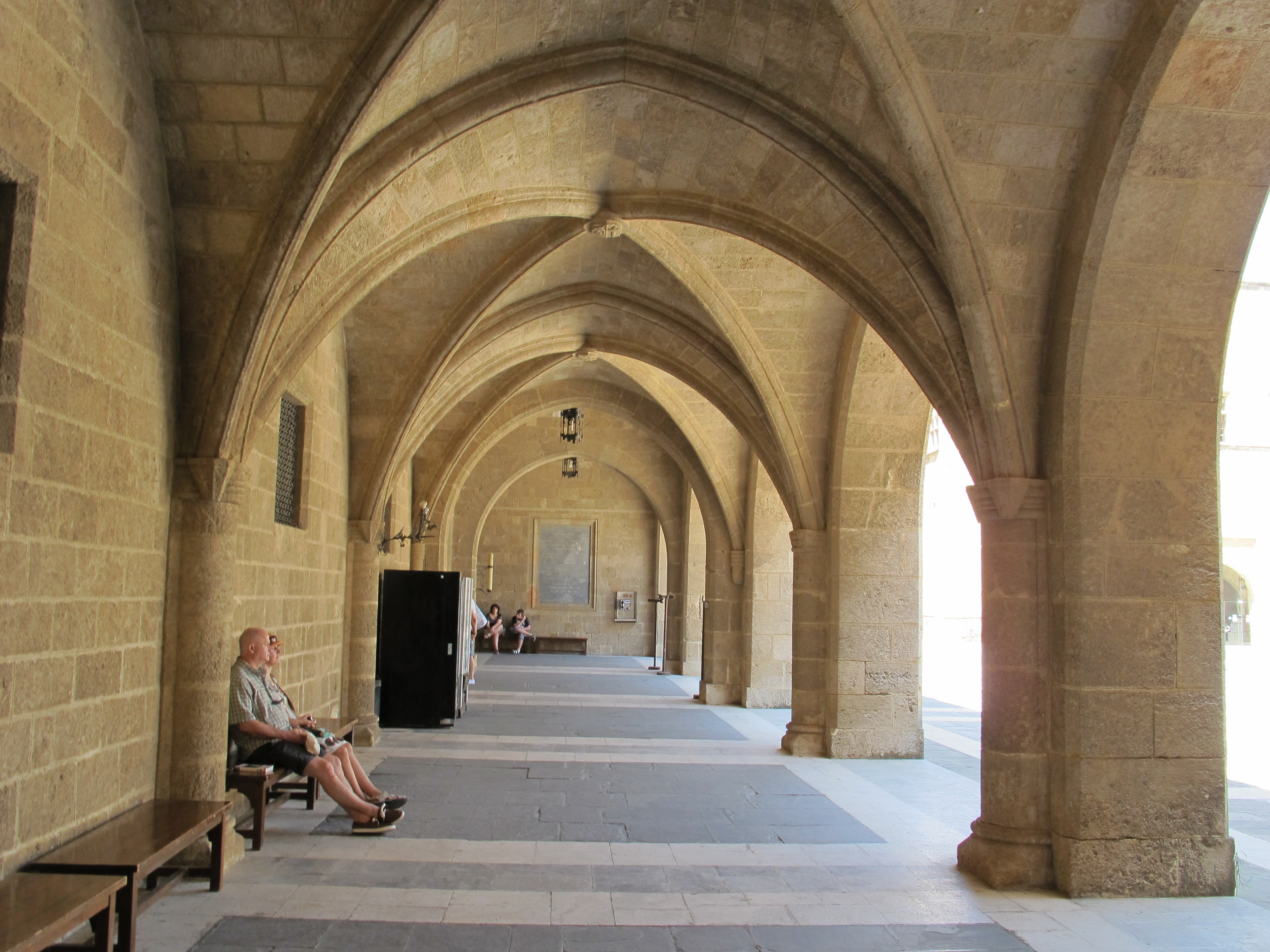
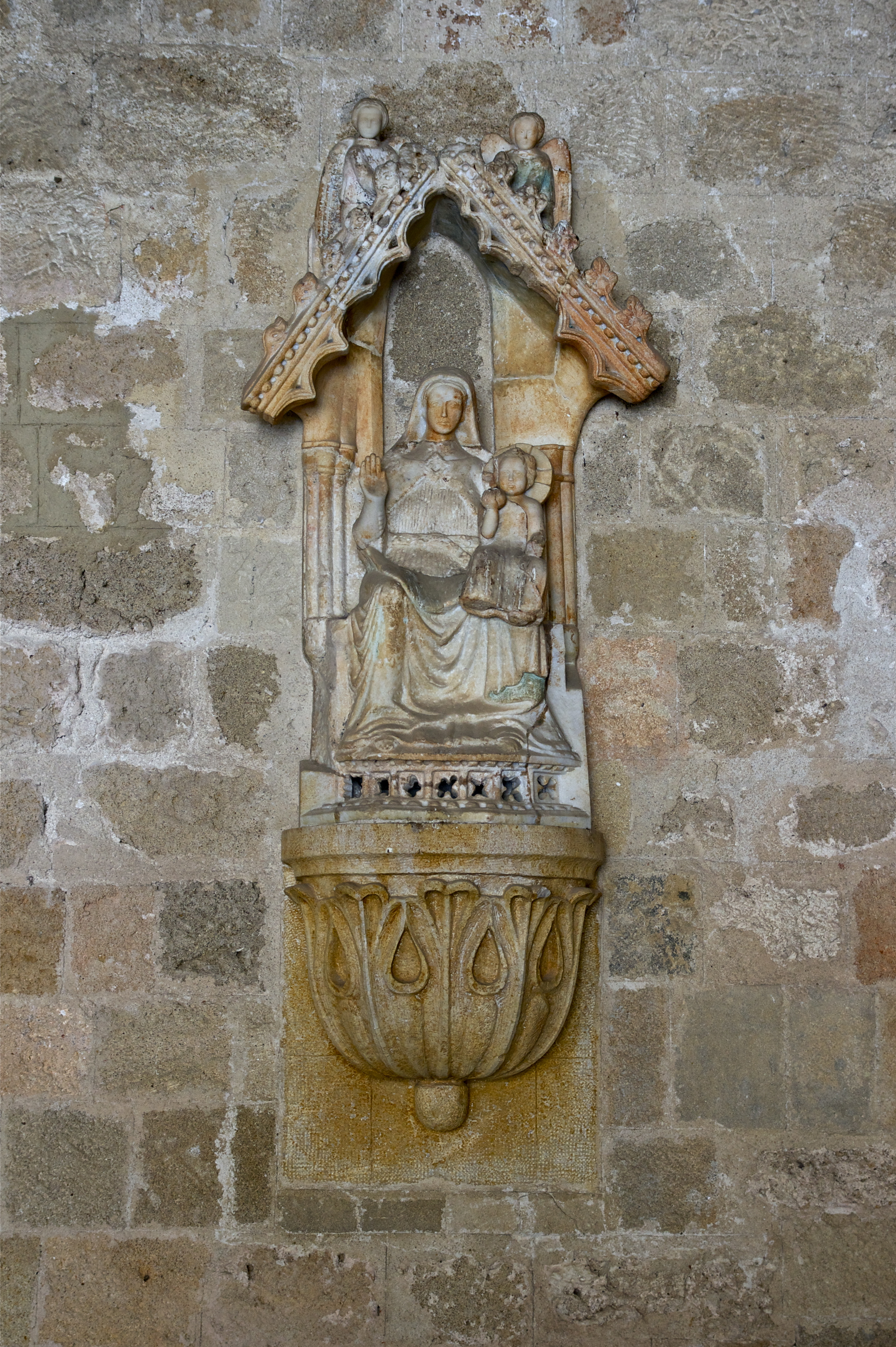
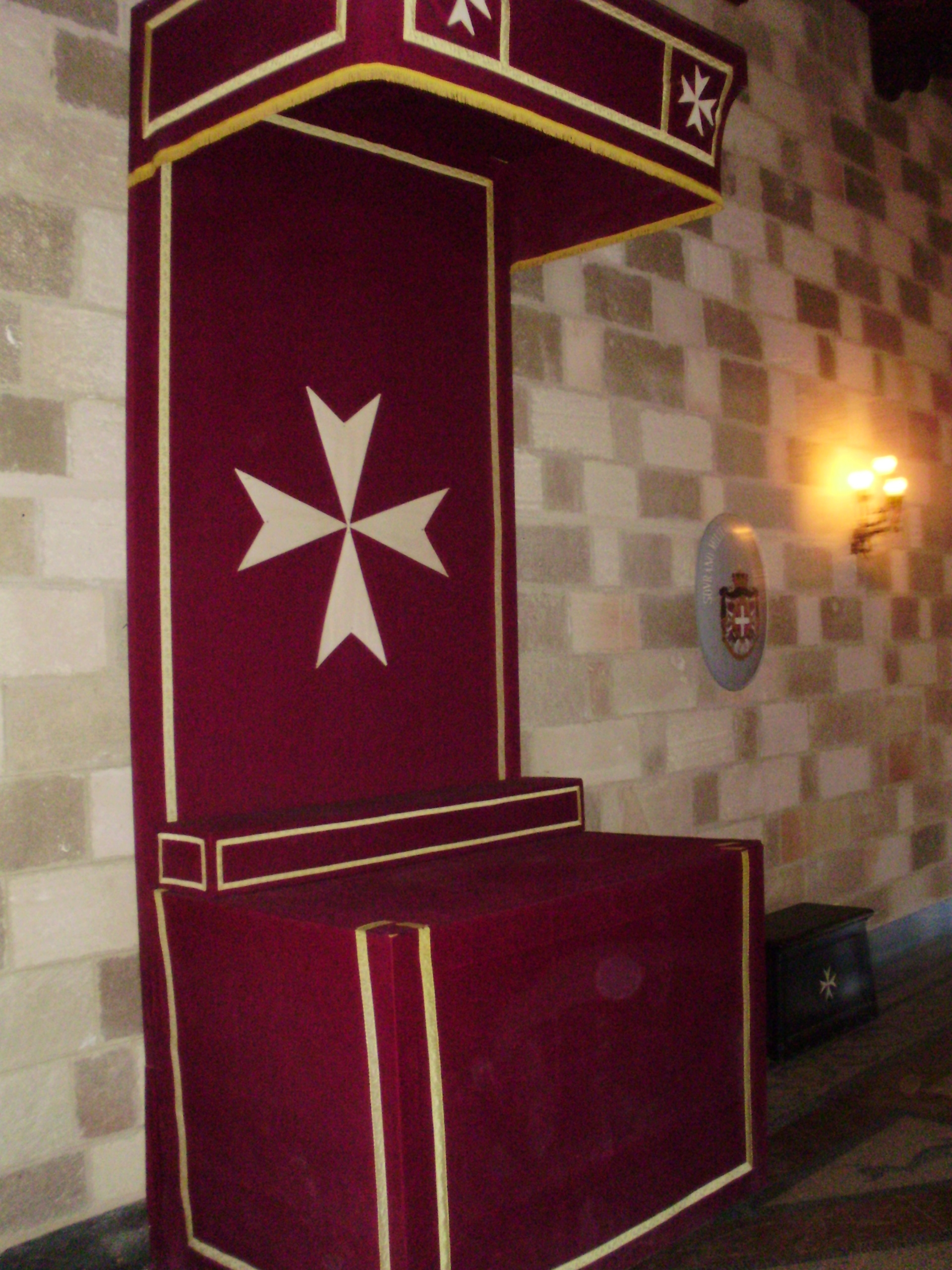
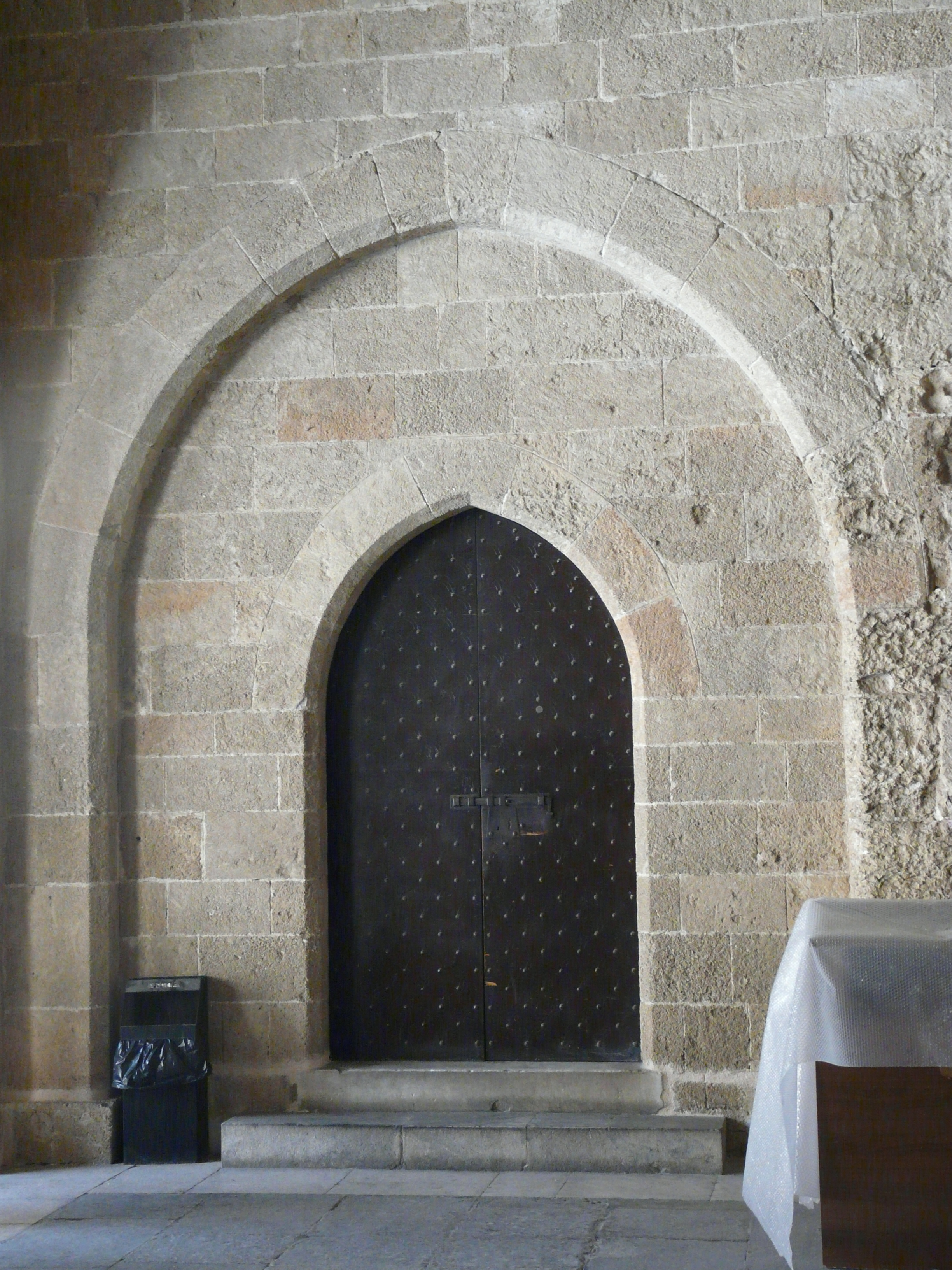
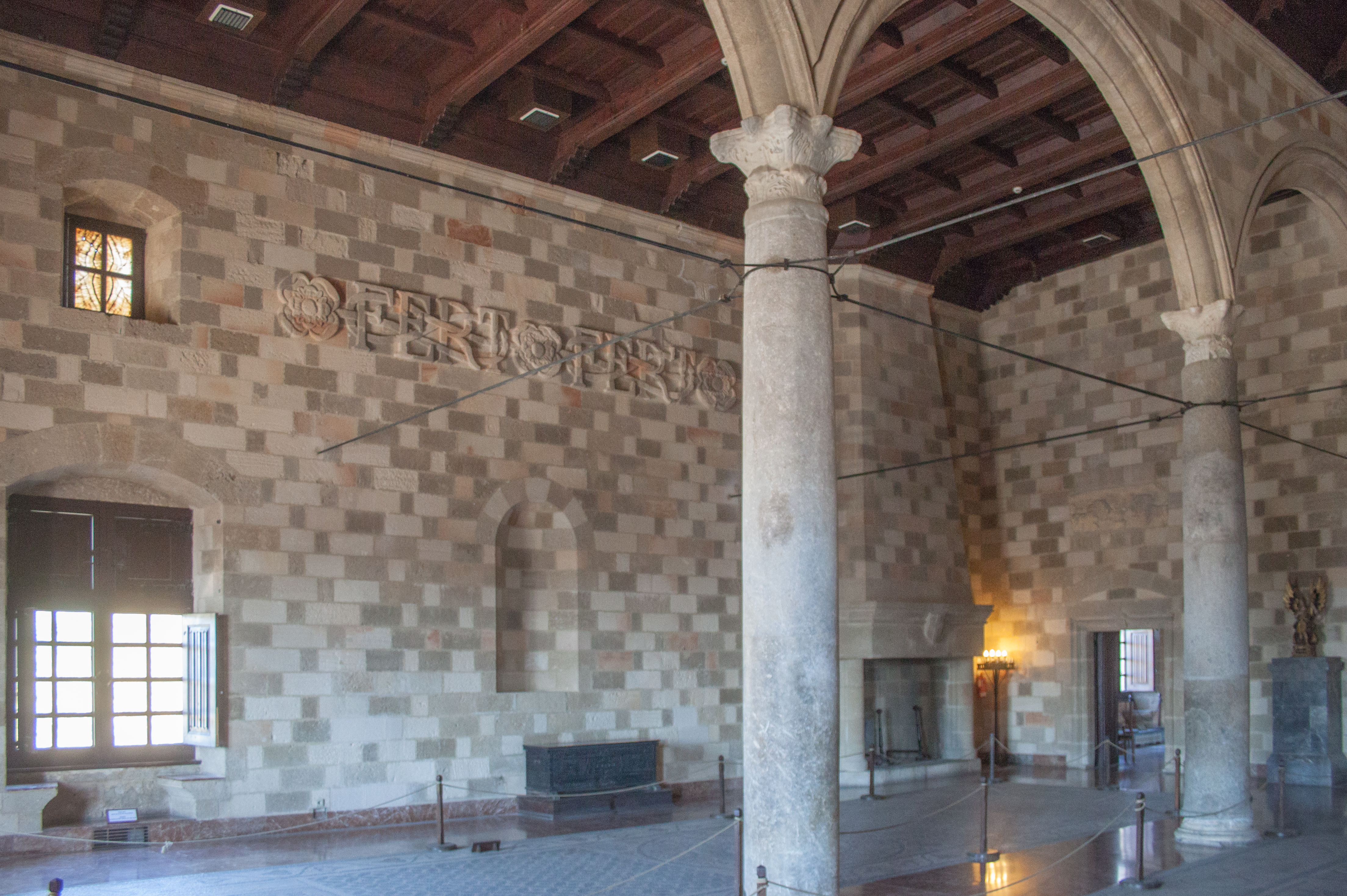
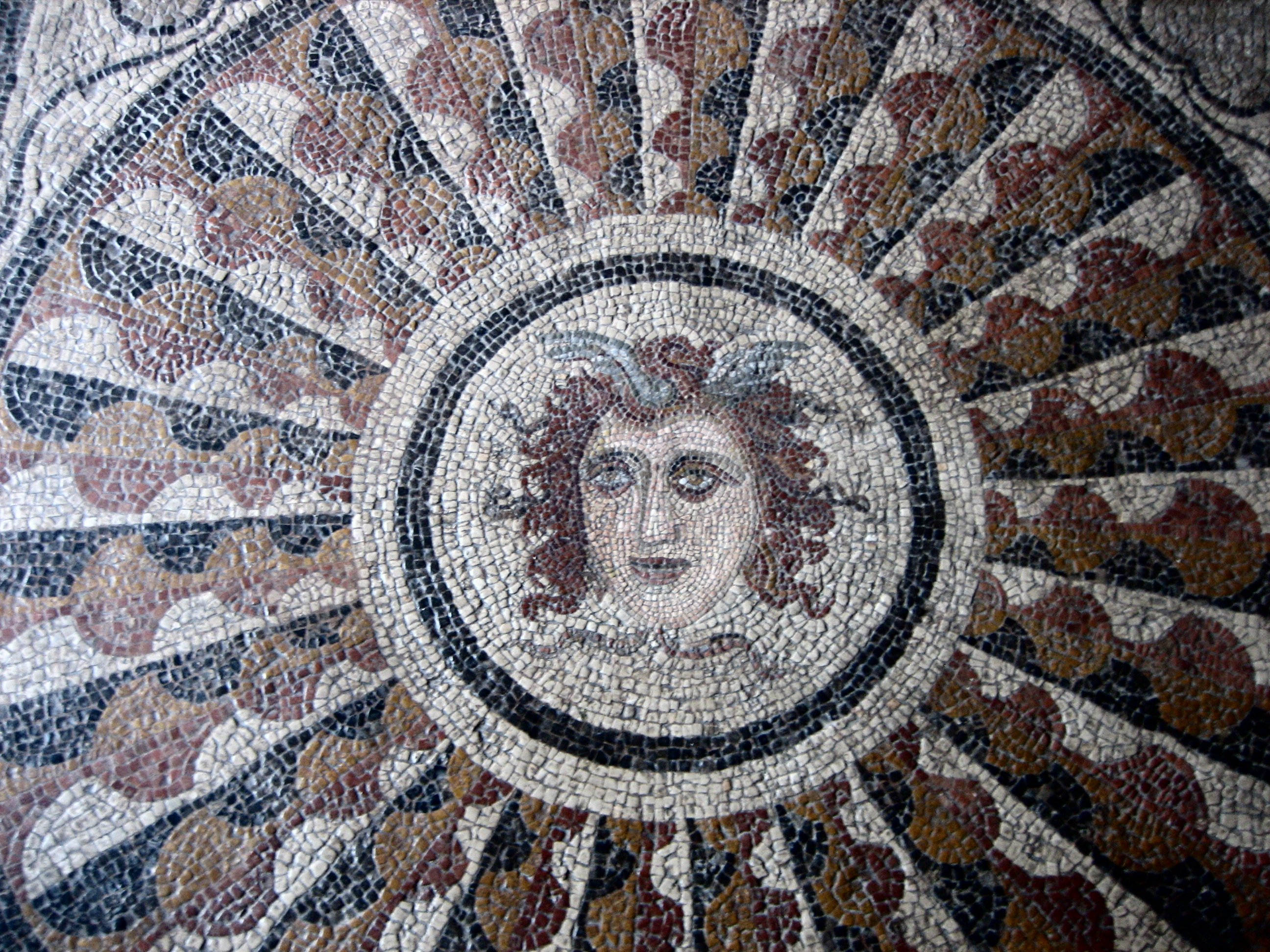
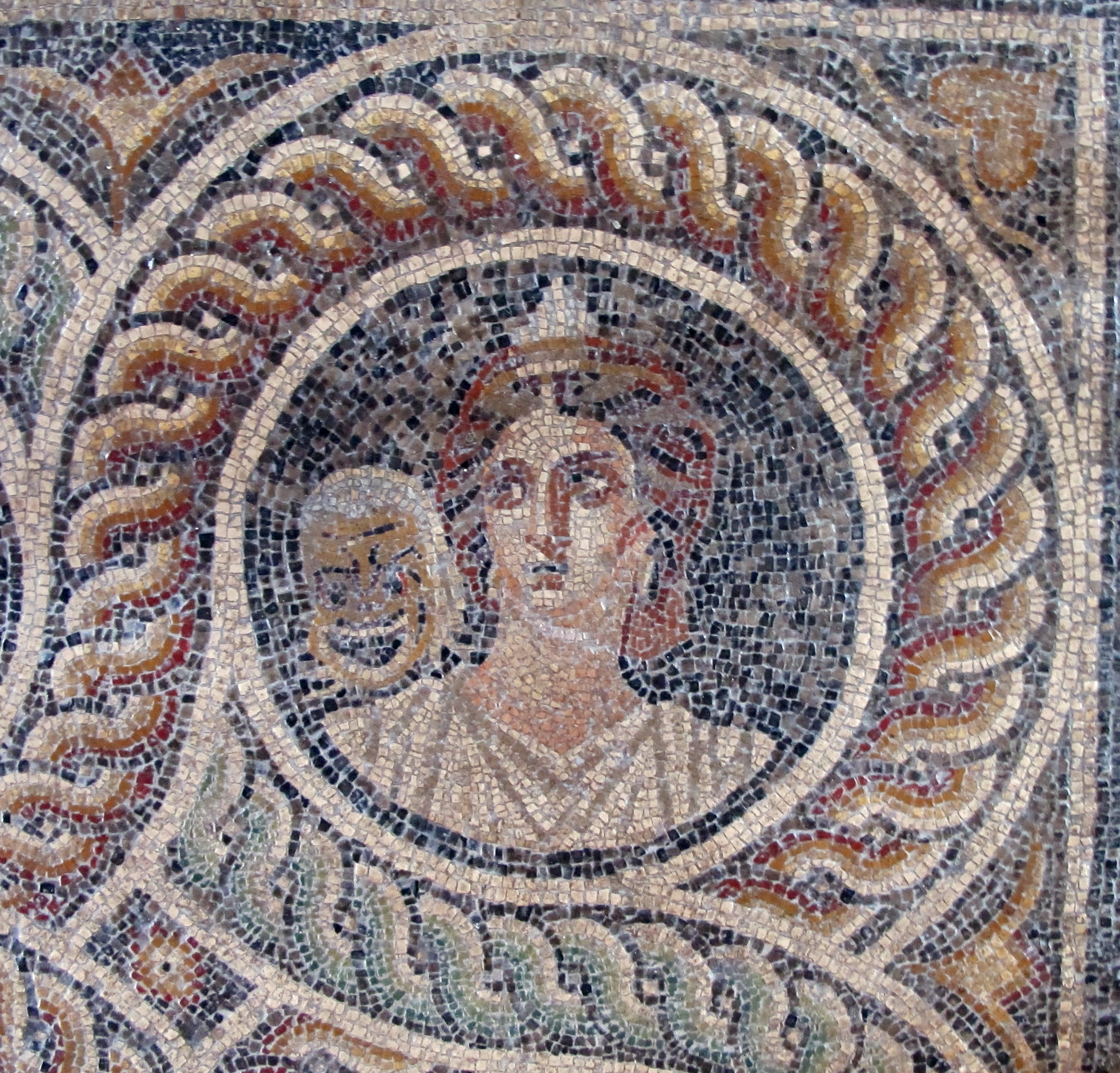
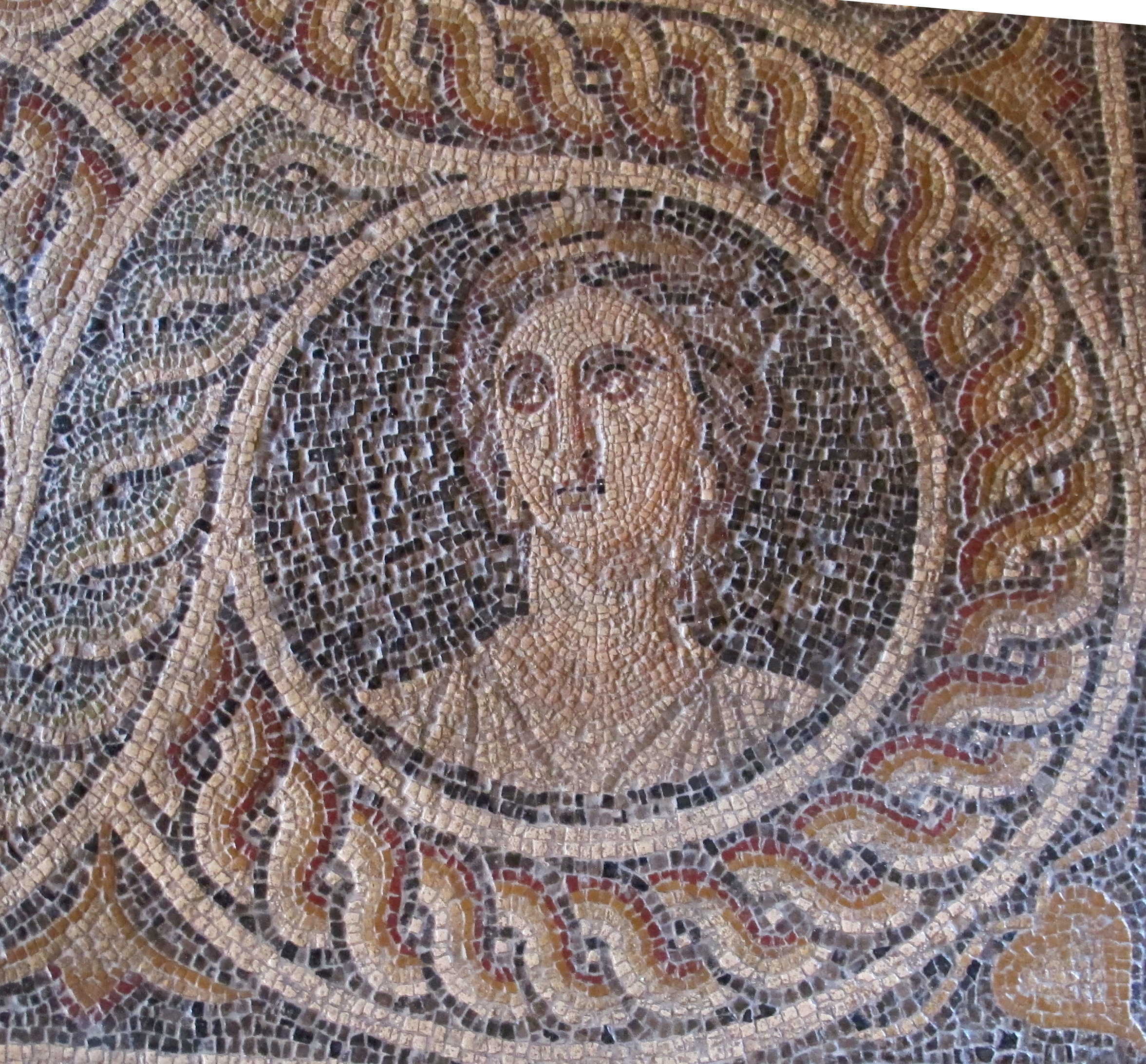
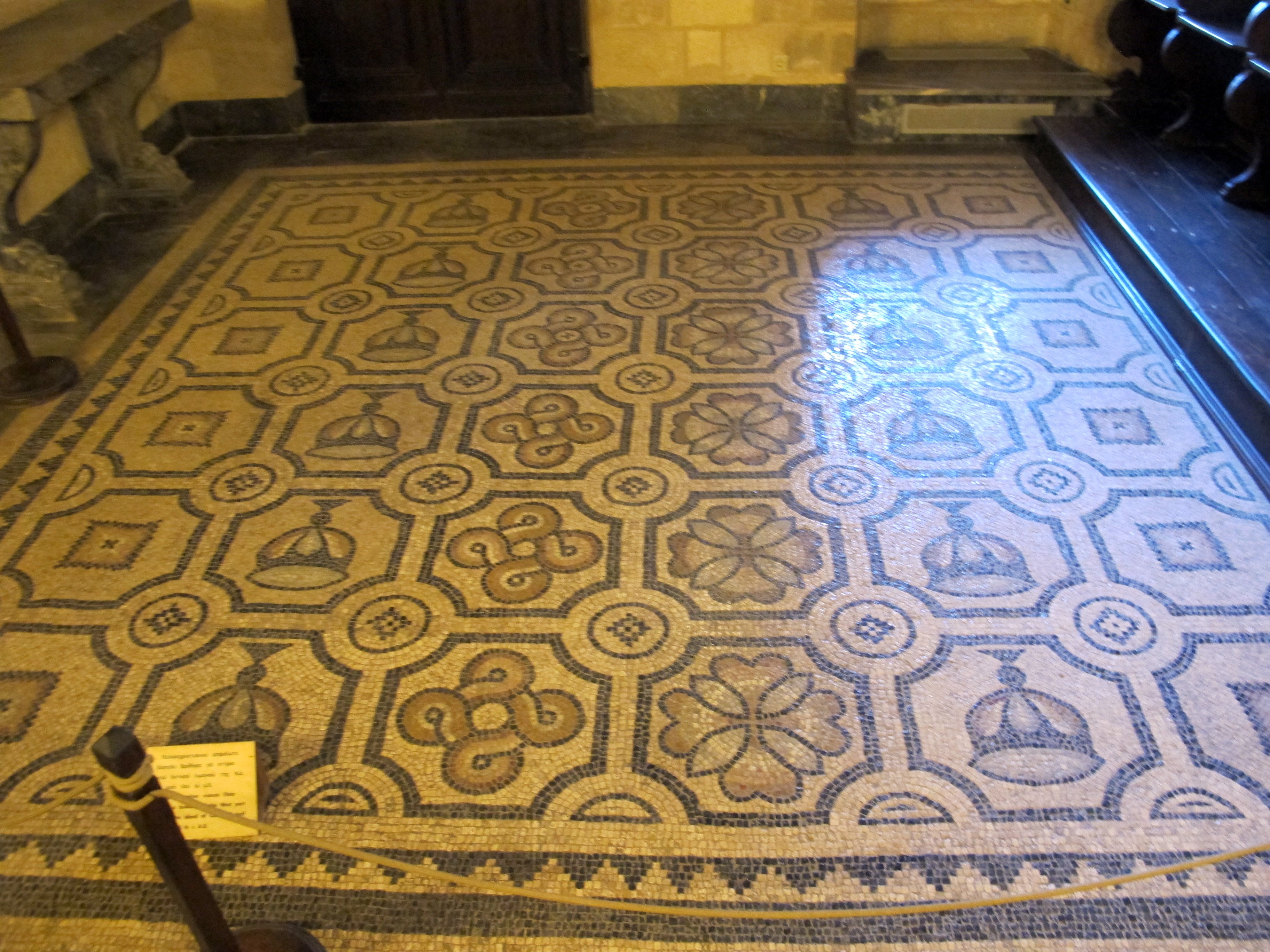
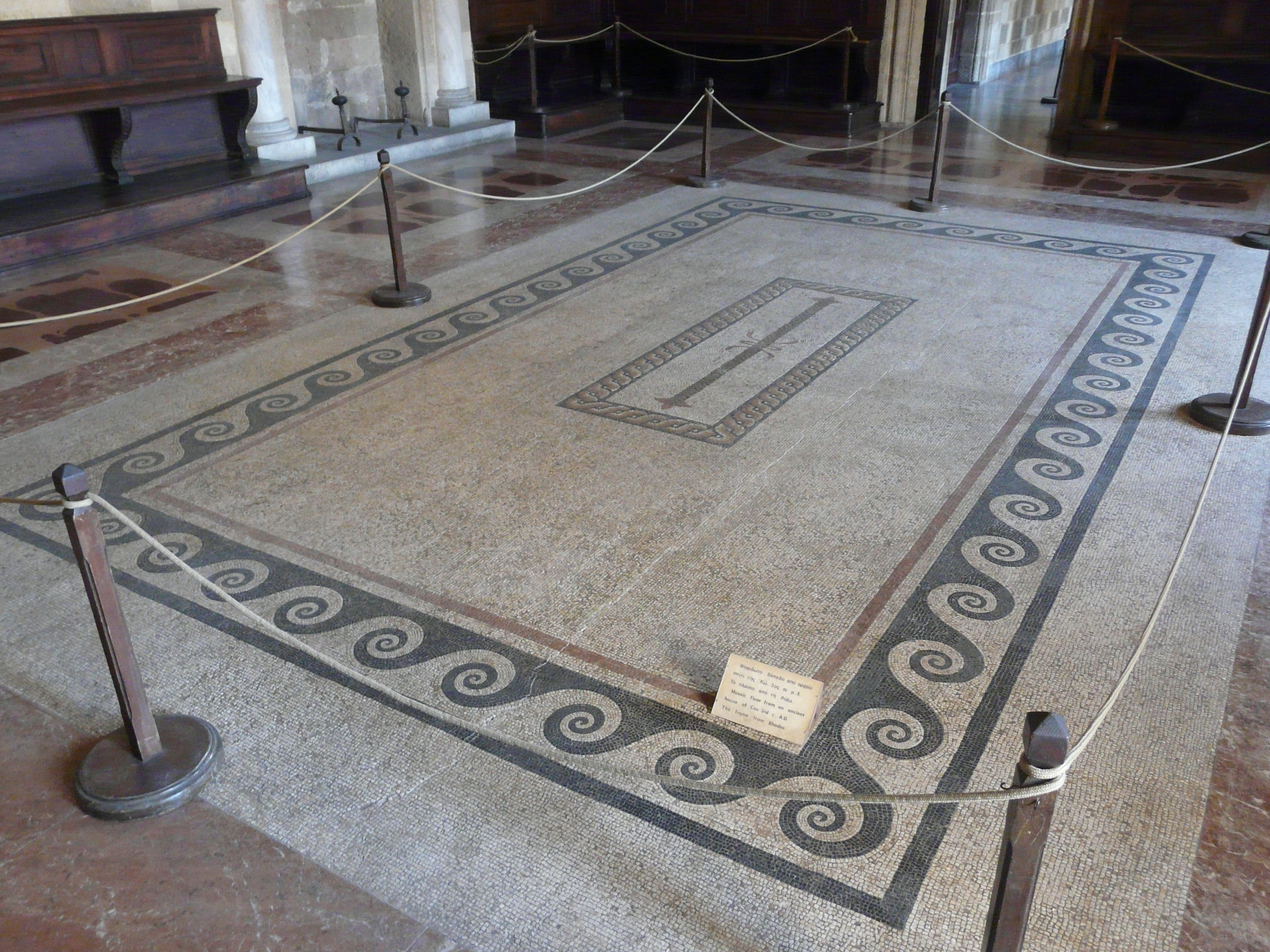
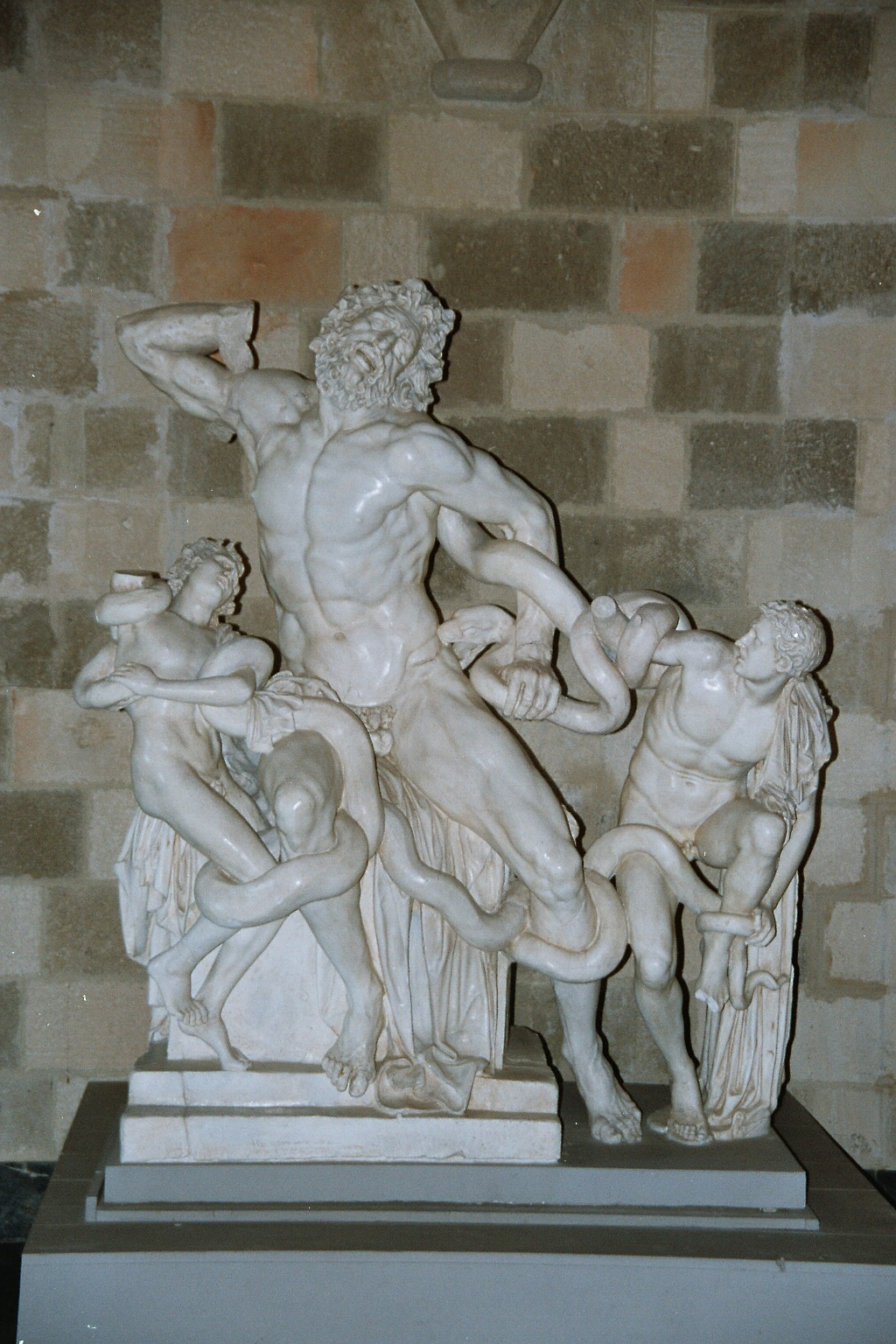
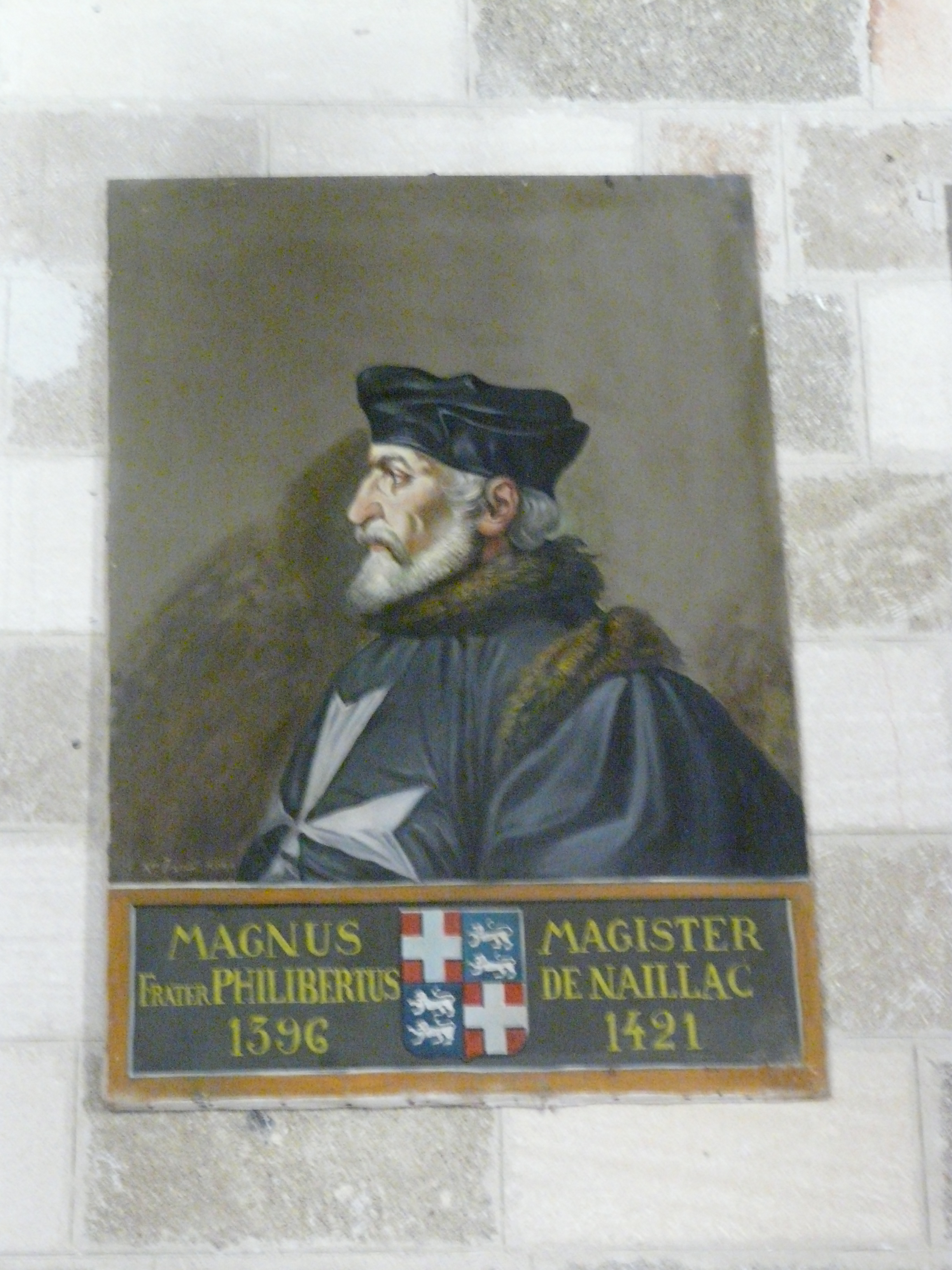
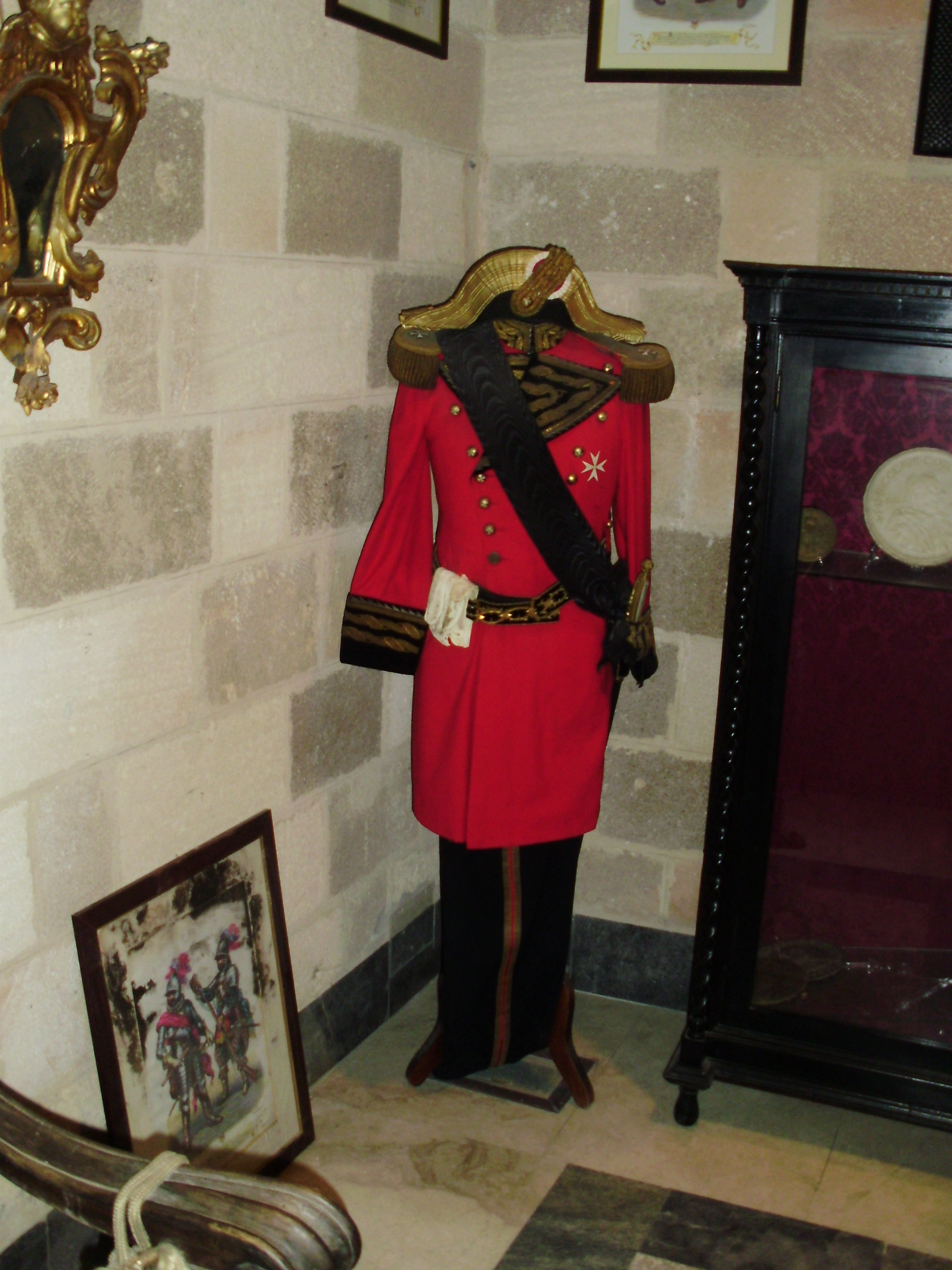